# Hiéroglyphe égyptien I12
Pour les articles homonymes, voir Cobra (homonymie).
Le hiéroglyphe égyptien I12 (cobra dressé) est classifié dans la section I « Amphibiens, reptiles, etc. » de la liste de Gardiner  ; il y est noté I12.

## Représentation
Il représente un cobra égyptien (Naja haje) dressé, aussi appelé uræus, symbole de la déesse Ouadjet. 

## Utilisation
| i | a&r&t | I12 |

| i | a&r&t | I12 |

C'est un déterminatif des noms de déesses (particulièrement celles ayant l'apparence d'un serpent) et des termes désignant une reine. 

## Exemples de mots
| M13 | i | i | t | I12 |

| M13 | i | i | t | I12 |

| S38 | q · t | I12 |

| S38 | q · t | I12 |

| i | U33 | t · t | M12 | Z1 · Z2 | I12 |

| i | U33 | t · t | M12 | Z1 · Z2 | I12 |